# كومبات ميشن 2: بارباروسا تو برلين
كومبات ميشن 2: بارباروسا تو برلين هي لعبة حرب حاسوبية صدرت عام 2002، تم تطويرها ونشرها بواسطة Battlefront.com. هي لعبة حاسوبية تعتمد
على الأدوار وتدور حول المعارك التكتيكية في الحرب العالمية الثانية، وهي الجزء الثاني للعبة كومبات ميشن: ما وراء أوفرلورد. وُصفت اللعبة بأنها "اللعبة الأفضل في تصوير معارك الجبهة الشرقية الحاسمة خلال الحرب العالمية الثانية على أجهزة الكمبيوتر
تماشيًا مع القانون الألماني، تم حذف صور الصليب المعقوف. بالإضافة إلى ذلك، تم تغيير اسم جميع وحدات فافن إس إس إلى "جرينادير فافن

## الاستقبال
تلقت اللعبة "مراجعات إيجابية بشكل عام صنفت جيم سبوت اللعبة كثاني أفضل لعبة كمبيوتر في أكتوبر 2002. اعطى موقع ign تقيم 10/9 و موقع بي سي غيمر 90%